# Chiesa di Sant'Ambrogio (Trezzano sul Naviglio)
La chiesa di Sant'Ambrogio è la parrocchiale di Trezzano sul Naviglio, in città metropolitana ed arcidiocesi di Milano; fa parte del decanato di Cesano Boscone.

## Storia
La chiesa venne costruita tra il 1130 ed il 1170 e nel Duecento il pavimento dovette essere rialzato di circa un metro in seguito alla costruzione del Naviglio Grande, attivato nel 1233.
In un documento del 1398 si legge che questa chiesa era filiale della pieve di Cesano, mentre nel 1564 figura come rettoria dipendente dalla medesima pieve.
Dalla relazione della visita pastorale del 1747 del vescovo Giuseppe Pozzobonelli s'apprende che, all'interno della parrocchia, c'era la confraternita del Santissimo Sacramento, fondata il 31 agosto 1717 con il benestare del vescovo Benedetto Erba Odescalchi. Nel 1747 i parrocchiani erano 712, scesi a 588 nel 1779 e saliti a 1200 nel 1900. Nel 1954 l'arcivescovo di Milano Ildefonso Schuster diede alla chiesa il titolo di santuario della Beata Vergine Maria. 
Nel 1969, durante dei lavori di restauro, vennero alla luce tre finestre della facciata murate in epoca ignota; nel 1972, nell'ambito della nuova divisione territoriale dell'arcidiocesi, la chiesa passò al decanato di Cesano Boscone. Nel 2000 furono rifatti il tetto ed il pavimento e, nel 2009, la parrocchiale subì un intervento di restauro.

## Interno

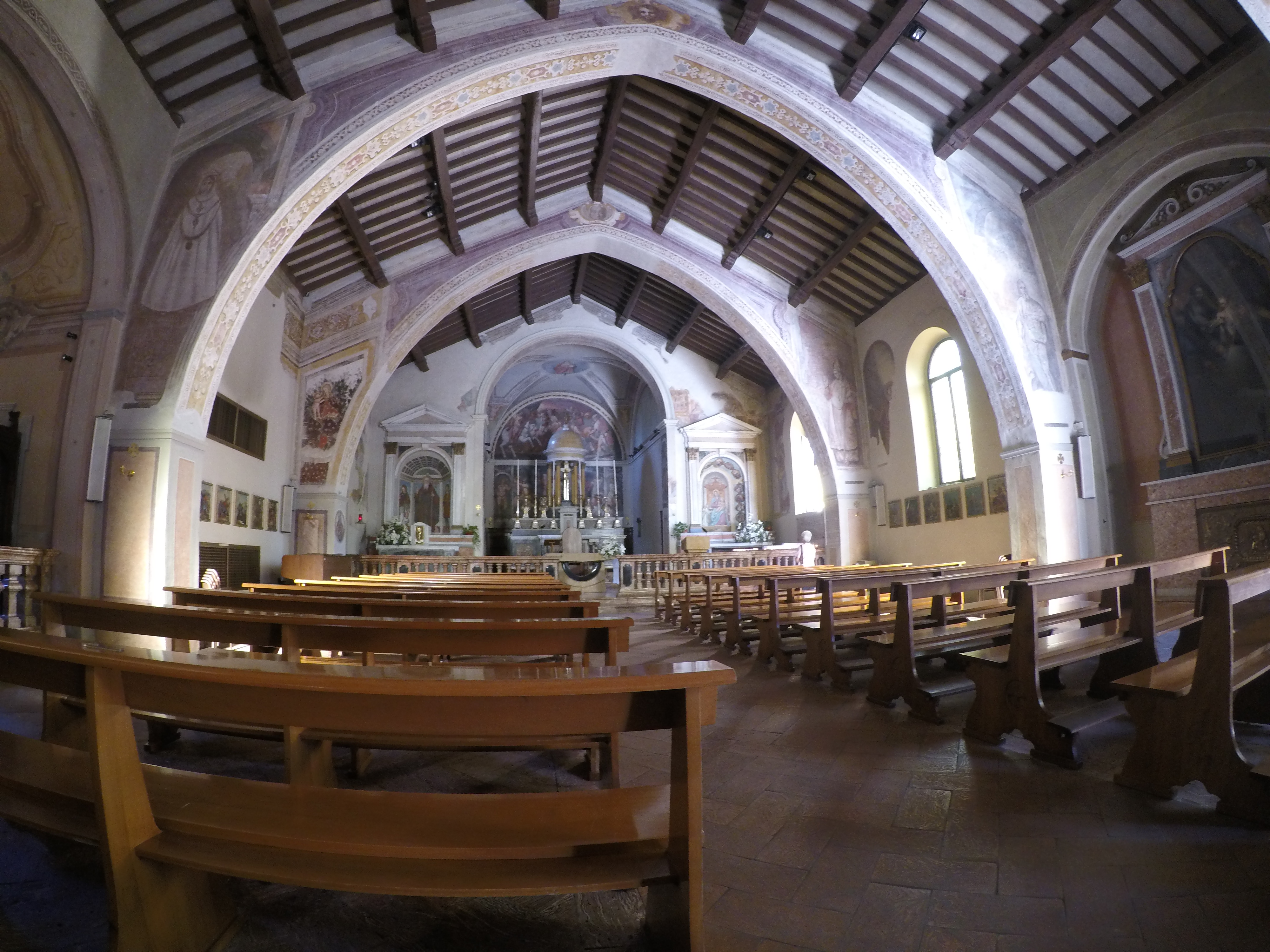
vista dell'interno

Opere di pregio conservate all'interno della chiesa sono una raffigurazione d'inizio Cinquecento della Madonna, eseguita forse da Bernardino Luini oppure da Bernardo Zenale, gli affreschi quattrocenteschi che rappresentano i Santi Pietro da Verona, Bruno, Lorenzo e Filippo Apostolo, e lacerti di affreschi del XVII-XVIII secolo.